# Ben Howlett (homme politique)
Benjamin John Howlett (né le 21 août 1986) est un homme politique anglais du Parti conservateur. Il est député de Bath entre 2015 et 2017.

## Jeunesse et carrière
Ben Howlett est né le 21 août 1986. Il fait ses études au lycée Manningtree dans l'Essex, puis étudie l'histoire et la politique à l'Université de Durham et obtient une maîtrise en histoire économique à l'Université de Cambridge . Il est président de l'Association conservatrice de l'Université de Durham en 2007 .
Howlett travaille comme consultant en recrutement de 2008 à 2015, spécialisé dans les postes non médicaux dans le secteur de la santé ,.

## Carrière politique
Howlett rejoint le Parti conservateur en 2004, travaillant pour le député Douglas Carswell  et de 2007 à 2010 pour le député européen londonien Syed Kamall. Il est chef du groupe conservateur au conseil municipal de Harwich. Il est président de Conservative Future de 2010 à 2013 ,.
Howlett déménage à Bath après avoir passé deux semaines dans la ville à faire campagne pour être sélectionné comme candidat conservateur en novembre 2013. Il remporte le siège aux élections générales de 2015, succédant au député libéral-démocrate sortant.
Howlett siège au comité restreint des femmes et de l'égalité et au comité restreint des pétitions de juillet 2015 à mai 2017 .
Howlett s'oppose au Brexit. À la suite du résultat du Référendum sur l'appartenance du Royaume-Uni à l'Union européenne, il soutient que la Grande-Bretagne devrait rester dans le marché unique européen. En octobre 2016, il demande au ministre d'État aux Universités et aux Sciences Jo Johnson d'exclure les étudiants internationaux des chiffres de l'immigration afin de garantir que les universités britanniques restent attractives sur la scène mondiale.
Il perd son siège à Bath contre le libéral-démocrate Wera Hobhouse aux élections générales de 2017.

## Carrière ultérieure
En juillet 2017, Howlett devient codirecteur, puis directeur général, du cabinet de conseil Public Policy Projects, travaillant dans les domaines de la santé, des soins et d'autres politiques publiques, et travaille également sur la publication Hospital Times .

## Vie privée
Howlett est gay et est un partisan du mariage homosexuel ,.